# Клавдія Антонія
Клавдія Антонія (лат. Claudia Antonia, 30 —66) — давньоримська матрона та аристократка часів ранньої Римської імперії.

## Життєпис
Походила з імператорської династії Юліїв-Клавдіїв. Народилася у 30 році в Римі. Донька імператора Клавдія та Елії Петини. У 41 році стала дружиною Гнея Помпея Магна. У 47 році її чоловіка було звинувачено у змові проти Клавдія й страчено. Після цього Антонія стала дружиною Фавста Сулли Фелікса, консула 52 року. Між 48 і 54 р. народила сина, який, мабуть, помер у дитинстві.
У 57 році Фавста Суллу було заслано до Массілії за підготовку нападу на імператора Нерона, а у 62 році — убито там за наказом Нерона. У 65 році учасники змови проти Нерона мали намір залучити Антонію на свій бік і, можливо, навіть зробити її дружиною свого лідера Гая Кальпурнія Пізона. Однак, Антонія відмовилася з ними співпрацювати, а Пізон не побажав розлучатися з дружиною.
Після смерті Поппеї Сабіни у 65 році Нерон запропонував Антонії стати його дружиною, але вона відповіла відмовою. Тоді Нерон звинуватив її в підготовці перевороту і стратив у 66 році.

## Родина
Чоловік — Фавст Корнелій Сулла Фелікс
Діти:
- Фавст Корнелій Сулла